# 발홀

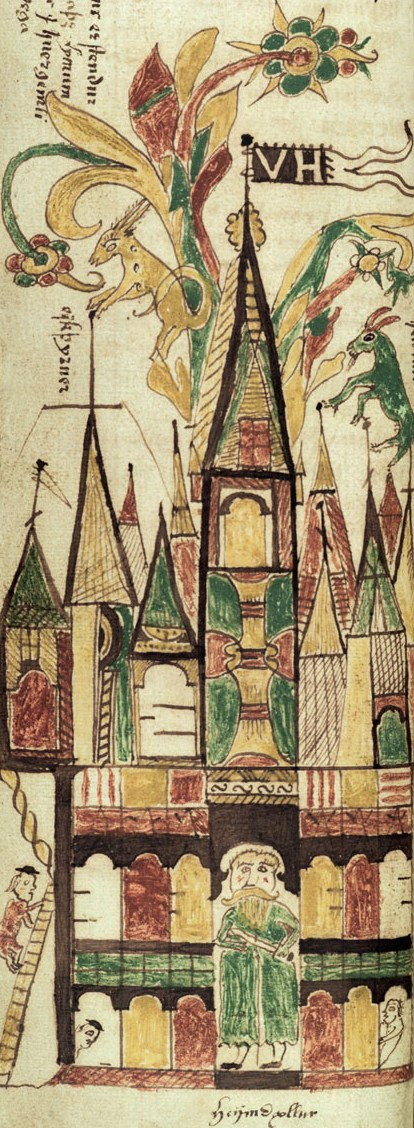
17세기 아이슬란드 문서의 그림. 발할라 입구를 헤임달이 지키고 있다.

발할라(고대 노르드어: Valhǫll 발홀→전사자들의 전당, 독일어: Walhall 발할[*], 영어: Valhalla)은 노르드 신화에서 오딘이 다스리는 아스가르드의 거대한 저택이라고 한다. 전쟁터에서 죽은 자 가운데 절반은 발키리의 인도를 따라 오딘의 발홀로 가고, 다른 절반은 프레이야의 폴크방으로 간다. 발홀에 모인 망자들을 에인헤랴르라고 하며, 게르만 신화의 숱한 영웅과 왕이 죽어서 에인헤랴르가 되었다. 그들은 라그나로크 때 오딘을 돕기 위해 준비하고 있다. 저택 앞에는 황금나무 글라시르가 서 있고, 저택의 지붕은 황금 방패를 덮어서 올렸다. 수사슴 에이크쉬르니르, 염소 헤이드룬이 발홀 지붕 꼭대기에서 레라드 나무의 잎을 먹는다.
발홀은 13세기 이전까지 구전되던 서사시들을 모아놓은 《고 에다》 및 13세기에 스노리 스투를루손이 쓴 《신 에다》, 《헤임스크링글라》에 그 존재가 언급된다. 그 외에도 《신선한 양피지》 중 에이리크 블로됙스의 죽음을 노래한 작자 미상의 〈에이리크가 말하기를〉에도 발홀이 언급된다. 발홀은 여러 예술, 문학을 비롯한 문화적 요소에 영향을 미쳤으며, 선택받은 망자를 위한 상무적 공간을 의미하는 대명사적 존재가 되었다.

## 문헌상 출전

### 고 에다
발홀은 《고 에다》 중 〈그림니르가 말하기를〉 및 〈훈딩을 죽인 자 헬기의 두 번째 서사시〉에 매우 장황하게 언급되고 있다. 또 〈무녀의 예언〉 제39절에서도 발드르의 죽음을 “발홀의 비애”라고 지칭하여 간접적으로 언급된다. 〈휜들라의 시〉 제1 ~ 3절에선 여신 프레이야가 오타르를 돕기 위해 휜들라를 데리고 발홀로 가겠다고 말한다. 또 제6 ~ 7절에서 프레이야와 휜들라가 말다툼을 하면서 한번 더 발홀이 언급된다.

#### 그림니르가 말하기를

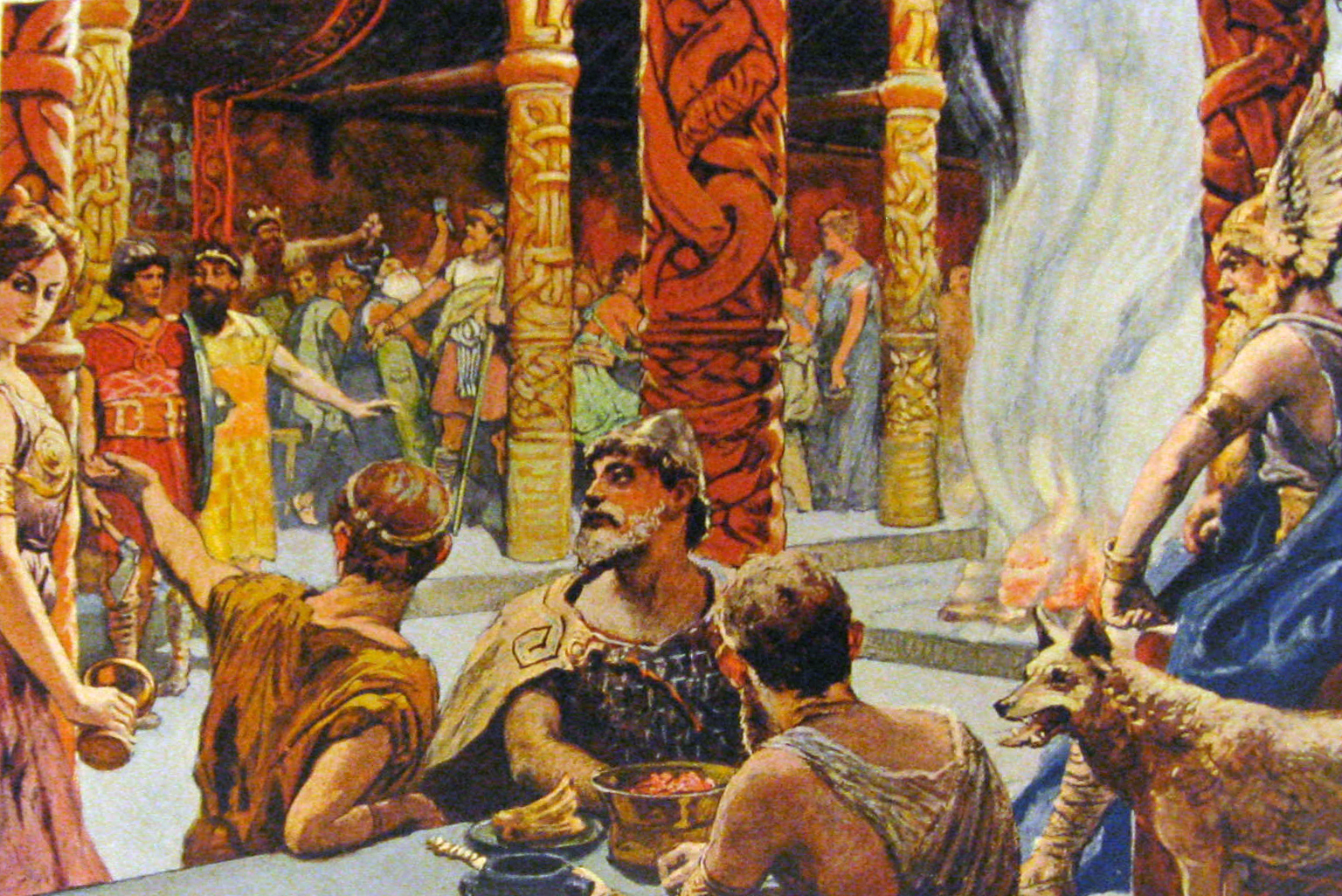
에밀 되플러가 그린 "발할". 1905년 그림.

〈그림니르가 말하기를〉 제8 ~ 10절에서 "그림니르"라는 가명을 자칭하고 있는 오딘이 발홀은 글라드셰임이라는 곳에 위치해 있다고 말한다. 오딘의 묘사에 따르면 발홀은 황금같이 번쩍이며, 아득한 멀리서 보면 “평화롭게 떠오른다.” 오딘은 매일 낮에 발홀에 앉아 누가 싸우다 죽을지를 결정한다. 발홀의 서까래는 창의 자루로 만들었고, 지붕은 방패를 초가집처럼 엮어 올렸으며, 긴의자마다 방석 대신 쇄자갑이 깔려 있다. 발홀의 서쪽 문 앞에 늑대 한 마리가 버티고 앉았고, 지붕 위에선 수리 한 마리가 날아다닌다.
제22 ~ 24절에서 발홀에 관한 보다 상세한 묘사가 제시된다. 발홀 앞에는 고대의 성스러운 문인 발그린드(Valgrind)가 서 있다. 발홀에는 500하고 40개의 문이 있으며 각 문마다 8백 명의 사내가 드나들 수 있다. 이들은 에인헤랴르로 장차 다가올 라그나로크에서 늑대 펜리르와의 싸움을 대비한다. 발홀 안에는 토르의 거처인 빌스키르니르가 있다. 그리고 오딘은 발홀에 있는 모든 거처들 중 자기 아들의 것이 가장 장엄할 것이라고 말한다. 제25 ~ 26절에서 오딘은 염소 헤이드룬과 사슴 에이크쉬르니르가 발홀 지붕 위에 서서 지붕 위로 가지를 드리운 레라드 라는 나무의 가지를 씹어먹는다고 말한다. 헤이드룬의 젖통에서는 젖 대신 봉밀주가 나오며 그 술맛에 비길 술은 세상에 더 없다. 그리고 에이크쉬르니르의 뿔에서는 물방울이 방울방울 떨어져 내려 흐베르겔미르 샘으로 모이는데, 여기서 세상의 모든 물줄기가 시작된다.

#### 훈딩을 죽인 자 헬기의 두 번째 서사시
〈훈딩을 죽인 자 헬기의 두 번째 서사시〉 제38절에서 영웅 헬기 훈딩스베인이 죽어서 발홀로 간다.

영어 중역(Larrington 역):
그리하여 군장들의 옆에 선 헬기는
가시덤불 옆에서 밝게 불어나는 잿더미 같았으며,
다른 모든 짐승을 능가하는
그 뿔이 하늘로 치솟아 불타오르는
이슬로 흠뻑 젖은 젊은 사슴 같았도다.

그 다음에 나오는 산문에서 헬기의 봉분이 만들어졌으며, 발홀에 도착한 헬기는 오딘에게 자신과 함께 모든 것을 다스리겠냐는 명을 받는다. 제39절에서 발홀에 든 헬기는 역시 발홀에 와 있던 과거의 적 훈딩을 만나 그에게 다른 이들의 발을 씻기고, 불쏘시개에 불을 지피고, 개를 묶고, 말을 지켜보고, 돼지에게 먹이를 주는 등 허드렛일을 시킨다. 그리고 이런 일들을 다 마치고 나서야 잠을 잘 수 있게 한다. 제40 ~ 42절에서 헬기는 여러 사람을 거느리고 발홀에서 미드가르드로 돌아온다. 헬기의 아내 발퀴랴 시그룬의 이름모를 시녀가 헬기 일행이 무덤 속에서 뛰쳐나오는 것을 보고 지금 내가 헛것을 보는가, 아니면 말세가 도래했는가, 아니면 헬기가 살아 돌아온 것인가 묻는다.
그 다음 절에서 헬기는 세가지 다 아니라고 하고, 시그룬의 시녀는 시그룬에게 달려간다. 시녀는 시그룬에게 헬기의 무덤이 열렸으니 거기 가서 헬기를 만나라고 한다. 또 헬기가 피를 흘리고 있으니 그 상처를 치료해 달라 부탁하더라 전한다. 시그룬은 무덤 속으로 들어가고, 머리카락이 서리로 얼어붙고 몸은 피로 흠뻑 젖은 헬기를 발견한다. 다시 만난 기쁨에 시그룬은 헬기가 갑옷을 벗기도 전에 그에게 키스하고, 어떻게 해야 그를 치유할 수 있겠냐고 묻는다. 시그룬은 무덤 속에 잠자리를 마련하고, 둘이는 무덤 속에서 동침한다. 잠에서 깬 헬기는 “창백한 말이 하늘의 길을 밟도록 피로 물든 붉은 길을 따라 달려야” 하며, 수탉 살고프니르가 울기 전에 돌아가야 한다고 말한다. 헬기와 남자들은 말을 달려 돌아가고, 시그룬과 시녀도 집으로 돌아간다. 시그룬은 시녀에게 다음 날 밤에도 무덤 옆을 지키고 있으라고 명했지만, 새벽이 되어 와 보니 헬기는 돌아오지 않았다. 이후 산문 서술자는 시그룬이 슬퍼서 죽었으며, 부부는 헬기 하딩야스카티와 발퀴랴 카라로 환생했다고 말한다.

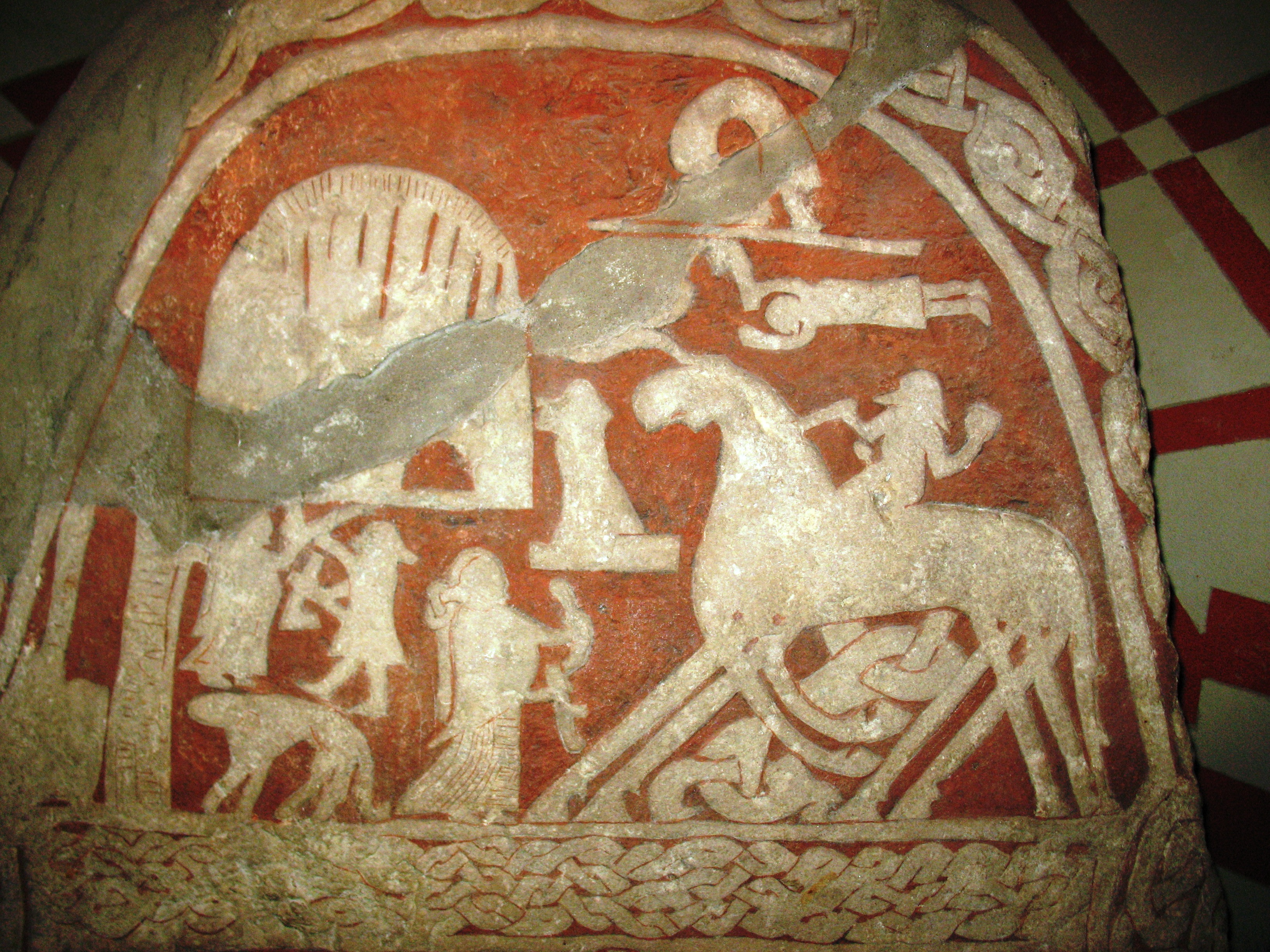
스웨덴 스톡홀름의 국립박물관에 소장된 솅비더 암각화. 뿔잔을 손에 든 발퀴랴가 발홀의 문 앞에서 기다리고 있다.
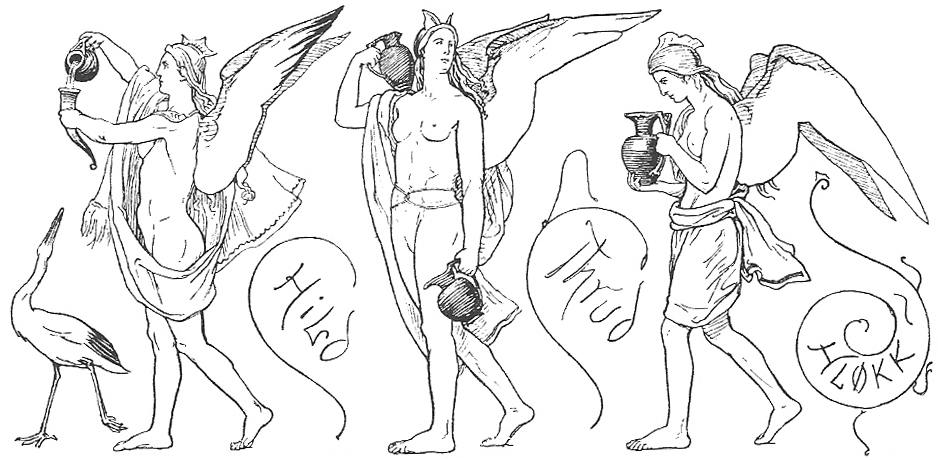
발홀에서 맥주 대접을 하는 세 명의 발퀴류르(힐드, 스루드, 흘뢱크). 로렌츠 프뢸리히의 1895년 작품.
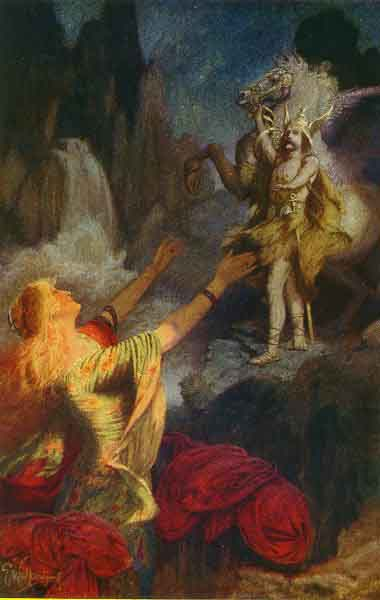
“발홀로 돌아가는 훈딩스베인”. 어니스트 월커즌스의 1912년 그림.

### 신 에다

#### 길피의 속임수

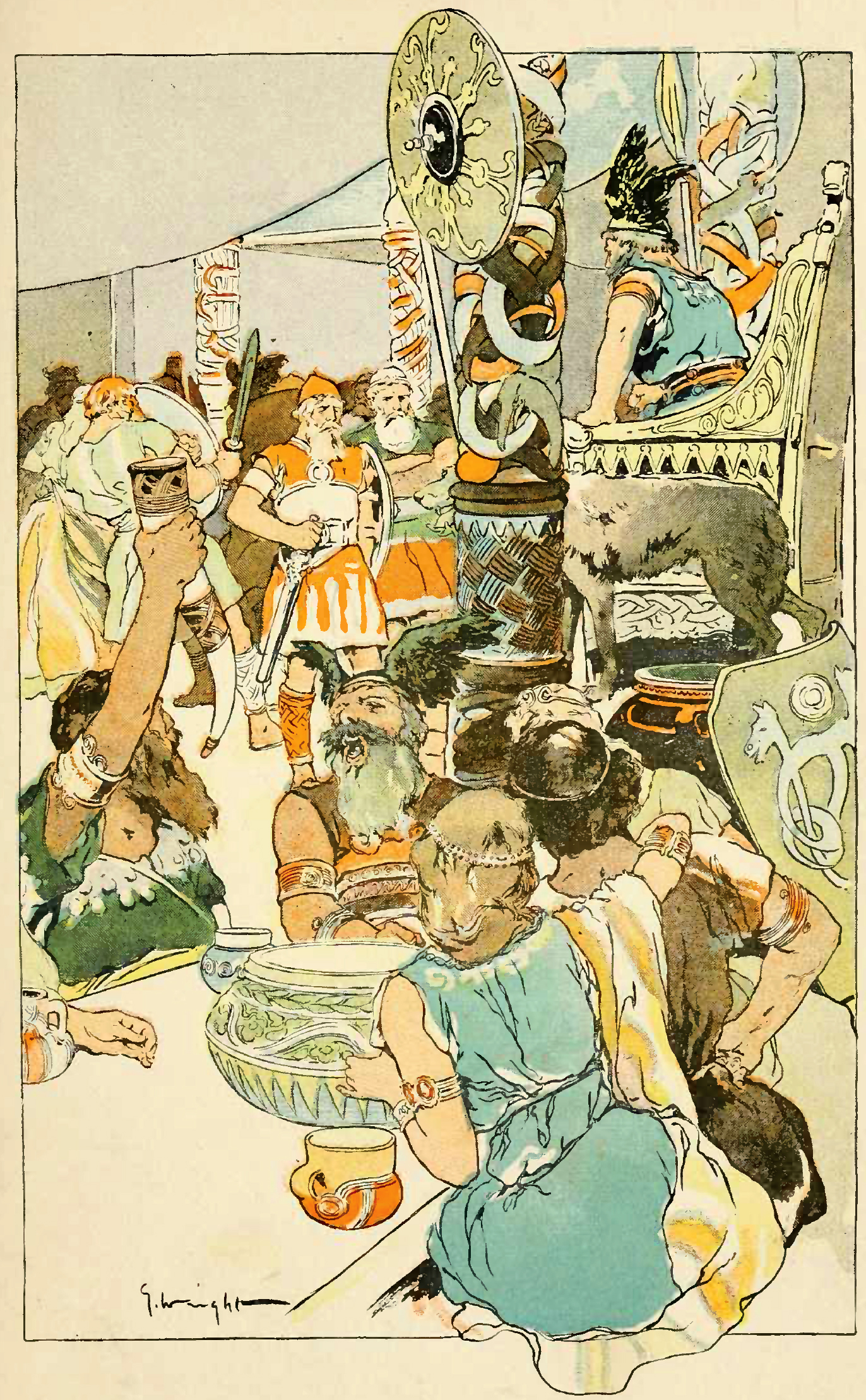
오딘을 만난 길피. 1908년 해밀턴 라이트 매비 그림.

《신 에다》에서 발홀이 처음 언급되는 것은 〈길피의 속임수〉 제2장이다. 스웨덴 왕 길피가 에시르의 힘의 근원을 알아낵자 노인네로 변장하고 "강글레리"라는 가명으로 아스가르드에 찾아온다. 에시르는 그가 올 것을 미리 알고 길피를 위한 장대한 환상을 준비한다. 그래서 강글레리가 성 안에 들어서자, 올려다보자면 목이 아플 정도로 높이 솟은 궁전이 있었으며, 그 궁전의 지붕은 지붕널 대신 황금 방패로 덮여 있었다. 그리고 스노리는 900년경 흐비니르의 쇼돌프가 쓴 시를 인용한다. 궁전 안에 들어간 강글레리는 단검 일곱 자루로 저글링을 하고 있는 한 남자를 본다. 그 남자는 이 궁전이 그의 왕의 것이며, 강글레리를 왕에게 데려다 주겠다고 한다. 강글레리가 그를 따라가고, 등 뒤에서 문이 닫힌다. 강글레리는 남자를 따라가면서 주위의 온통 와글와글 왁자왁자한 광경들을 지나친다. 어떤 이들은 놀음을 하고 있고, 어떤 이들은 술을 마시고 있고, 어떤 이들은 무기를 들고 싸우고 있다. 남자의 인도를 따라간 강글레리는 세 개의 옥좌를 발견한다. 가장 낮은 옥좌에 앉은 사람은 높으신 분이라 했고, 중간 높이 옥좌에 앉은 사람은 그만큼 높으신 분이라 했으며, 가장 높은 옥좌에 앉은 사람이 세 번째 분이라 했다. 강글레리를 데려온 남자는 그 중 높으신 분이 이 궁전의 왕이라고 말한다.
제20장에서 세 번째 분이 오딘이 발홀을 에인헤랴르로 채웠다는 말을 한다. 에인헤랴르란 전쟁터에서 죽은 망자로 오딘의 양아들이 된다. 제36절에서 높으신 분은 발퀴류르가 발홀의 상을 차리고 술을 대접한다고 말한다. 그리고 〈그림니르가 말하기를〉 제40 ~ 41절이 인용된다. 이어서 높으신 분은 오딘이 발퀴류르를 모든 전쟁터에 보내서 죽을 사람과 승리할 사람을 고르고 선택하게 한다고 말한다.
제38절에서 강글레리가 묻는다. “태초에 세상이 생긴 이래 전쟁터에서 죽은 사람들이 모두 오딘의 발홀에 들었다면, 그 사람들은 무엇을 먹고 삽니까? 엄청 많은 수가 북적일 것 같습니다만.” 높으신 분은 과연 그 말이 맞다면서, 이미 발홀에는 엄청난 수의 에인헤랴르가 모여있다고 한다. 그러나 그 많은 수도 말세에 “늑대가 왔을 때”는 모자랄 것이라고 한다. 높으신 분은 발홀에 먹을 것이 모자랄 일은 절대 없다고 말한다. 그들은 세흐림니르라는 짐승(여기서는 멧돼지라고 한다)을 잡아먹는데, 이 짐승은 매일 낮에 요리해 먹으면 매일 밤마다 다시 살아난다. 이때 〈그림니르가 말하기를〉 제18절이 인용된다. 강글레리는 오딘도 에인헤랴르와 같은 음식을 먹느냐고 묻고, 높으신 분은 오딘은 먹을 필요가 없으며, 오딘은 술만 마시고 음식은 게리와 프레키에게 준다고 말한다. 이때 〈그림니르가 말하기를〉 제19절이 인용된다. 높으신 분은 매일 아침 해가 뜨면 오딘이 후긴과 무닌이라는 도래까마귀를 발홀에서 날려보내 온 세상을 돌아보게 하고, 까마귀들은 발홀의 첫번째 식사시간이 될 때쯤이면 돌아온다고 한다.
제39절에서 강글레리는 에인헤랴르가 무엇을 먹고 마시냐면서, 혹시 물만 마시고 살아야 하는 거 아니냐고 묻는다. 높으신 분은 물론 발홀은 왕공귀족들(jarls)의 격에 맞는 음식이 갖추어져 있다고 대답한다. 발홀에서 마시는 봉밀주는 “유명한 나무” 레라드의 잎을 뜯어먹는 염소 헤이드룬의 젖통에서 나온다. 염소가 생산하는 봉밀주가 너무 많아서 발홀의 모든 에인헤랴르는 갈증을 충분히 식힐 수 있다. 그리고 발홀 지붕 위에 사슴 에이크쉬르니르가 서서 레라드의 가지를 씹어먹는데, 사슴의 뿔에서 습기가 방울져 흐베르겔미르 샘으로 떨어진다고 한다. 그리고 세상의 수많은 강줄기가 흐베르겔미르에서 비롯된다.
제40장에서 강글레리는 발홀은 꽤나 붐비겠다고 말한다. 높으신 분은 발홀은 워낙 크기 때문에 아무리 사람이 많아도 방이 남는다고 말하며 〈그림니르가 말하기를〉 제23절을 인용한다. 제41장에서 강글레리는 오딘이 그렇게 큰 군대를 거느린 강력한 군주라면, 에인헤랴르가 술을 마시지 않을 때는 무엇을 시키냐고 묻는다. 높으신 분은 에인헤랴르는 매일 무구를 갖추고 안뜰로 나가 서로 맞붙어 싸움질을 한다고 대답한다. 그리고 식사 시간이 되면 말을 달려 발홀로 돌아가 다시 술을 마신다. 높으신 분은 〈바프스루드니르가 말하기를〉 제41절을 인용한다. 제42장에서 높으신 분은 “모든 것의 애초에, 신들이 터를 잡을 때” 아스가르드를 만들고 발홀을 지었다고 말한다. 제49절에서는 발드르의 죽음에 관한 이야기가 오가는데, 여기서 발드르를 죽인 겨우살이가 발홀 서쪽에서 자라던 것이라고 한다.

#### 시어법

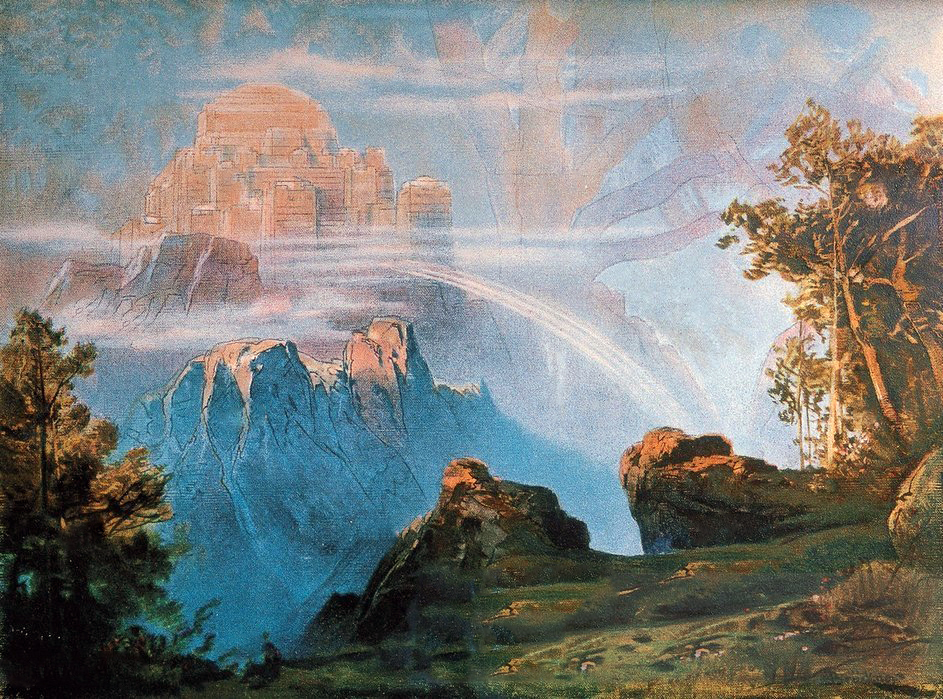
막스 브뤼크너의 1896년 그림.

〈시어법〉은 바다의 신 에기르가 아스가르드를 방문해 시예의 신 브라기에게 강의를 받는 내용인데, 아스가르드에 막 도착한 에기르는 실들이 술을 마실 때 유일한 광원(光原)이 칼날에 번쩍이는 불빛임을 보게 된다. 여러 신들이 독한 봉밀주를 마시는데 그 장소는 아름다운 방패들로 벽을 발라 놓았다. 이후 제33절에서 이곳이 발홀임이 확인된다.
제2장에서 10세기 시 〈에이리크가 말하기를〉에 인용된다(이 작품에 관한 상세 정보와 다른 판본의 번역은 §신선한 양피지 참조).

영어 중역(Faulkes 역):
그건 무슨 종류의 꿈인가, 오딘?
나는 꿈 속에 새벽 동 트기 전에 일어나
죽은 이들을 위해 발홀을 청소하고
에인헤랴르를 깨우고,
그들에게 긴의자에 짚을 깔라 명령한 뒤,
맥주잔을 비우며
발퀴류르가 술을 대접하는 가운데
왕자의 도착을 기다리노라.

제17장에서 요툰 흐룽그니르의 이야기가 나온다. 흐룽그니르가 오딘에게 화가 나서 그를 쫓아가는데, 오딘은 슬레이프니르를 타고 도망가고, 흐룽그니르는 계속 쫓아가서 발홀 문 앞까지 다다르게 된다. 에시르는 흐룽그니르에게 술을 마시라고 권하고, 흐룽그니르는 발홀 안에 들어가서 술을 마신다. 만취한 흐룽그니르는 발홀을 떼어서 다른 모든 값진 것들과 함께 요툰의 땅인 요툰헤임으로 가져갈 것이라고 큰소리친다. 술주정에 질린 신들은 그를 때려 죽이라고 토르를 부른다. 토르가 도착하자 흐룽그니르는 토르가 신들의 보호 하에 있기에 발홀 안에서는 상처를 입을 수 없다고 말한다. 몇 차례 말이 오간 뒤에 흐룽그니르는 토르에게 그리오투나가르다르에서 한 판 붙자고 하고, 그 결과 흐룽그니르는 토르에게 죽는다.
제34장에서 발홀 앞에 글라시르라는 나무가 서 있다는 정보가 주어진다. 이 나무의 잎은 적금(赤金)으로 되어 있으며 신계와 인간계를 통틀어 가장 아름다운 나무라고 한다. 그 상세한 묘사에 관하여 9세기 스칼드 시인 브라기 보다손의 시가 인용된다.

### 헤임스크링글라
발홀은 《헤임스크링글라》에 노르드 종교가 에우헤메리즘을 거친 형태로 언급된다. 〈윙글링 일족의 사가〉 제8장에서 "역사적" 오딘은 자기가 다스리는 나라의 장례법을 마련하는데, 이 법에 따르면 모든 망자들은 그 소지품과 함께 봉분 위에 쌓아놓은 장작더미 위에 올려놓고 화장하고, 뼈가루는 바다에 뿌리거나 땅에 묻어야 한다. 그러면 망자는 장작더미 위에 함께 태운 물건들과 함께 발홀에 가게 된다. 또 10세기에 흐비니르의 쇼돌프가 쓴 시에서는 스웨덴의 반란디 왕이 죽어서 발홀로 갔다는 뜻으로 “오딘을 뵙다”는 표현을 쓴다.
〈선량왕 하콘 사가〉 제32장에서 노르웨이의 하콘 1세가 노르드식 장례를 치르고 발홀로 간다. 이때 〈하콘이 말하기를〉의 구절들이 인용되는데, 그 구절들 안에도 발홀이 언급되고 있다.

### 신선한 양피지
《신선한 양피지》 제8장에서, 에이리크 블로됙스가 죽자 그 아내 군느힐드 코눙가모디르가 남편에 대한 시를 쓰도록 명령한다. 그래서 이름이 알려지지 않은 시인이 쓴 작품이 〈에이리크가 말하기를〉이다. 이 시는 에이리크 블로됙스와 다른 다섯 명의 왕들이 죽고 발홀에 도착하는 광경을 묘사한다. 시는 오딘의 말로 시작된다.

영어 중역(Finlay 역)
‘이것은 또 무슨 꿈인가’ 오딘이 가라사대,
내 새벽이 밝아오기 바로 전에,
죽은 사내들의 도착을 기다리며
발홀을 치웠다고 생각했거늘?
나는 에인헤랴르를 깨우고,
발퀴류르에게 일어나
긴의자마다 짚을 깔고
술잔을 문질러 윤을 내라 일렀다.
왕들이 오고 있으니
술을 내어오라,
여기 나는 온 세계의
영웅들의 도착을 기다리고 있건대,
그 중에서도 특히 위대한 이들에
내 마음도 기쁨이라.

브라기가 지금 들리는 천둥 같은 소리가 어디서 나는 것인지 묻고, 발홀의 긴의자들이 삐걱대어(마치 발드르가 발홀로 살아 돌아온 것마냥) 마치 1천 명의 움직임 같은 소리를 낸다고 말한다. 오딘은 브라기에게 저 소리는 곧 발홀에 도착할 에이리크 블로됙스가 내는 소리인 줄 이미 잘 알지 않느냐고 대꾸한다. 오딘은 에인헤랴르가 된 영웅 시그문드와 신표틀리 부자에게 밖에 오는 이가 에이리크가 맞거들랑 그들을 맞이하고 궁전 안으로 들이라고 말한다.
시그문드가 오딘에게 왜 에이리크를 다른 왕들에 비해 특별취급하냐고 묻는다. 오딘은 에이리크가 그 피투성이 검으로 많은 나라를 붉게 물들였다고 대답한다. 에이리크가 도착하자 시그문드가 그를 맞고 그에게 궁전에 들어올 자격이 있으며 그와 함께 발홀에 온 사람들은 누구냐고 묻는다. 에이리크는 자신과 동행한 다섯 왕의 이름을 말하고 마지막으로 자기 이름을 여섯번째로 말한다.

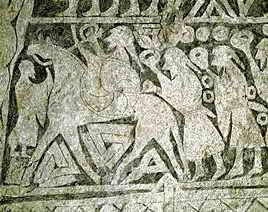
7세기 솅겔고르다 암각화. 고리를 든 전사들의 무리를 한 사람이 말을 타고 인도하고 있고, 그 말 아래에는 발크누트 상징이 있다.
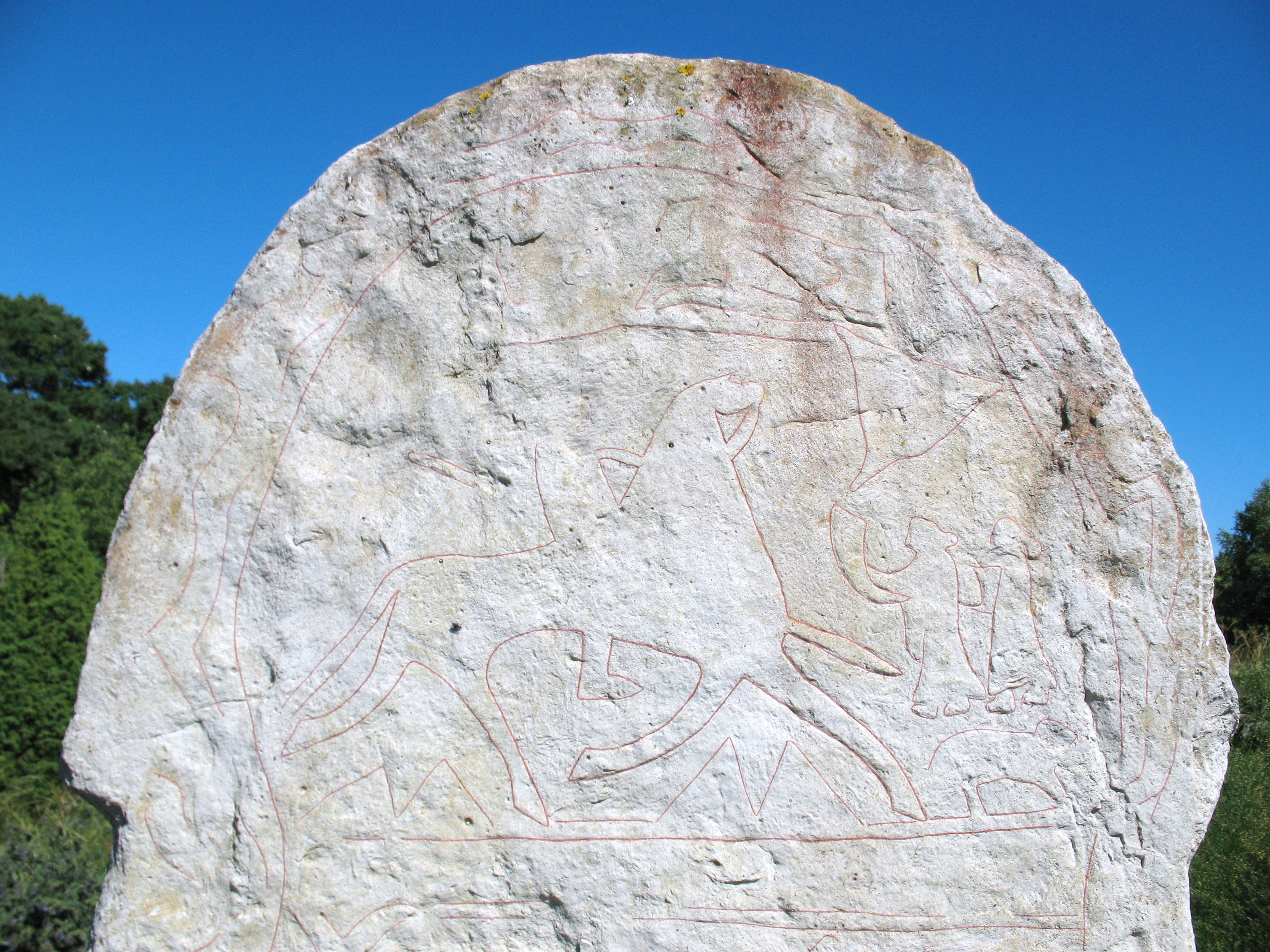
예탈란드의 스텐브로 암각화. 발퀴랴를 맞는 망자를 묘사한 여러 암각화 중 하나이다.
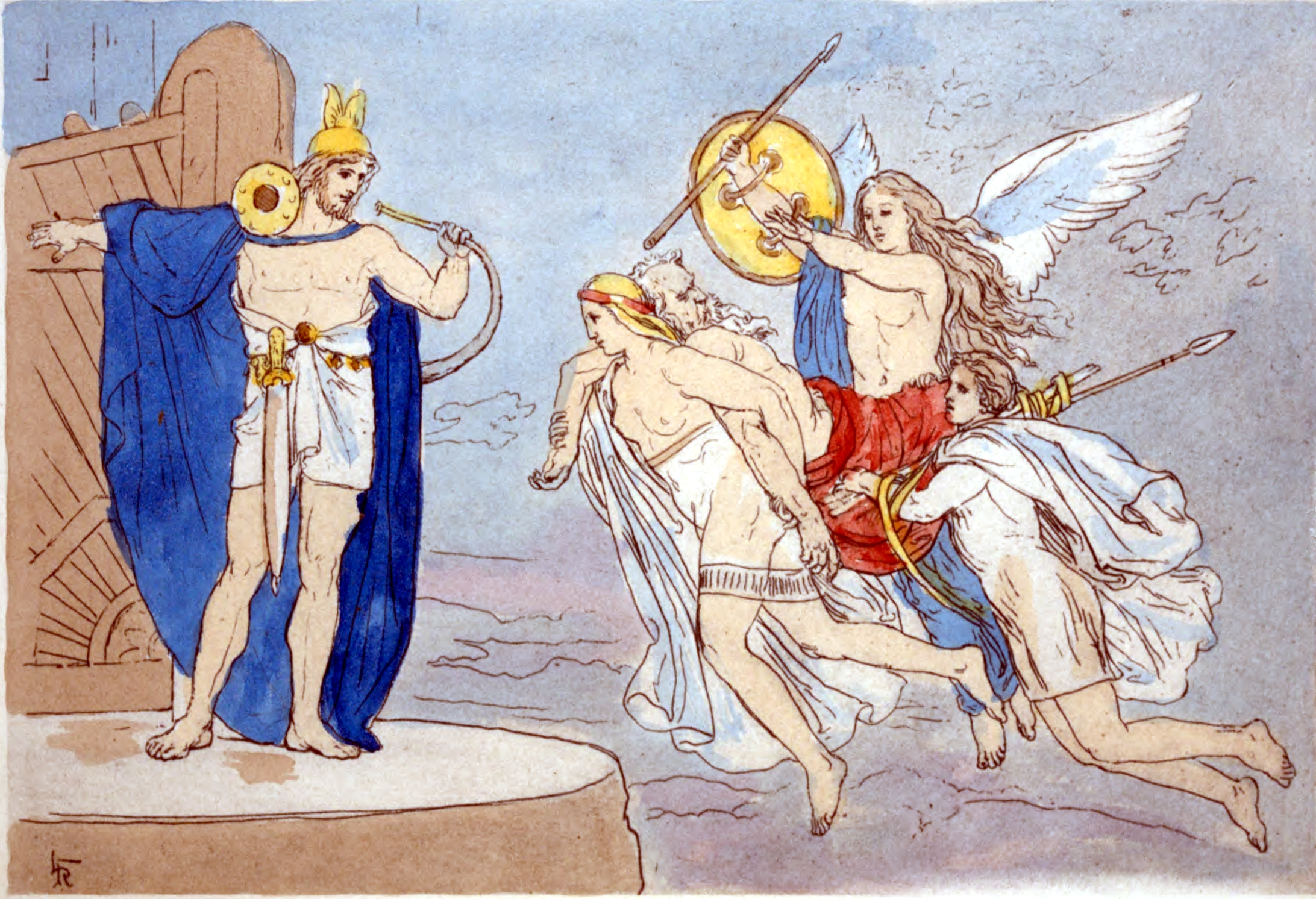
망자를 발홀로 데려가는 발퀴류르가 입구에서 헤임달을 만났다. 1906년 로렌츠 프뢸리히 그림.

## 영향
발홀은 근현대 대중문화에 다소의 영향을 남겼다. 노르드 신화에 나오는 개념 그 자체로서 등장하기도 하고 또는 선택받은 망자를 위한 공간을 가리키는 대유적 표현으로 쓰이기도 한다. 독일 레겐스부르크 근교에 레오 폰 클렌체가 지은 발할라 신전이 후자의 대표적 예인데, 이 신전은 바이에른 왕국의 루트비히 1세 국왕에게 봉헌된 것이다. 또 1830년경에는 잉글랜드 실리 제도에서 난파한 배들의 선수상을 모아놓는 박물관을 만들었는데 그 이름이 "트레스코 수도원 정원 발할라 박물관"이었다. 목성의 위성 칼리스토의 가장 거대한 충돌구 구조도 발할라라는 이름이 붙었다.
발홀에 관한 언급은 문학, 예술, 그 외 매체에서 수 차례 이루어진다. K. Ehrenberg의 1880년 목탄화 작품 Gastmahl in Walhalla (mit einziehenden Einheriern)가 있고, 리하르트 바그너는 오페라 대계 《니벨룽의 반지》에서 발할라를 묘사했다. 뮌헨에서 1905년부터 1913년까지 발행한 게르만 신이교주의 잡지 제목도 《발할라》(Walhalla)였다. 덴마크에서는 1978년부터 2009년까지 페테르 만드센이 만화 《발할라》를 연재했고, 1986년에는 그것을 원작으로 한 애니메이션 영화도 개봉하였다. 미국 방송국 쇼타임의 포스트 아포칼립스 드라마 《예레미야》(2002년 ~ 2004년)는 제목과 동일한 이름의 주인공 예레미야가 "발할라 섹터"를 찾아가는 여정을 다루고 있다. 레드 제플린의 히트곡 "Immigrant Song"은 바이킹의 해적질을 묘사한 노래로, “발할라여 내가 간다(Valhalla, I am coming)”는 구절이 있다. 1975년에 제쓰로 툴이 발매한 음반 Minstrel In The Gallery에도 "Cold Wind To Valhalla"라는 노래가 수록되어 있고. 블라인드 가디언이나 밭소리도 "Valhalla"라는 제목의 노래들을 만들었다.
게임계를 보면, 1983년 게임 《발할라》, 1995년 게임 《발할라: 전쟁전야》, 2000년 게임 《발키리 프로파일》, 2001년 게임 《맥스 페인》, 2006년 《발할라 나이츠》, 2002년 게임 《파이널 판타지 XI》, 2007년 게임 《메트로이드 프라임 3》, 2007년 게임 《헤일로 3》, 2011년 게임 《파이널 판타지 XIII-2》, 2012년 게임 《헤일로 4》 등에서 발홀 그 자체 또는 "발할라"라는 이름을 가진 공간이 등장한다. 2011년 게임 《엘더스크롤 5: 스카이림》에서는 노르드 종족의 사후세계인 "소븐가르드"가 등장하는데, 그 묘사나 설정이 발홀과 거의 같다. 2016년 게임 《오버워치》의 캐릭터 메르시 또한 궁극기에서 "발할라를 향하여" 라고 하는 대사가 있다. 또 발홀과 관련된 이름이 붙은 유원지로는 덴마크 코펜하겐의 "발할라 보르겐(Valhalla Borgen)", 잉글랜드 리버풀의 "발할라(Valhalla) 등이 있다. 1982년 영화 《야만인 코난》의 크롬의 전당 이름이 발할라이며, 스펠카드게임 유희왕에도 “신의 거성-발할라”라는 카드가 있다.
또 관련 지명으로는 미국의 뉴욕주 발할라, 앨버타주 발할라 센터, 미시간주 왈할라 면, 노스다코타주 왈할라 시, 사우스캐롤라이나주 왈할라 시, 텍사스주 왈할라 비법인지구, 오스트레일리아의 빅토리아주 왈할라 읍, 남아프리카 공화국의 프리토리아 발할라 등이 있다. 또 켄터키주 루이스빌에는 발할라 골프클럽이 있다.

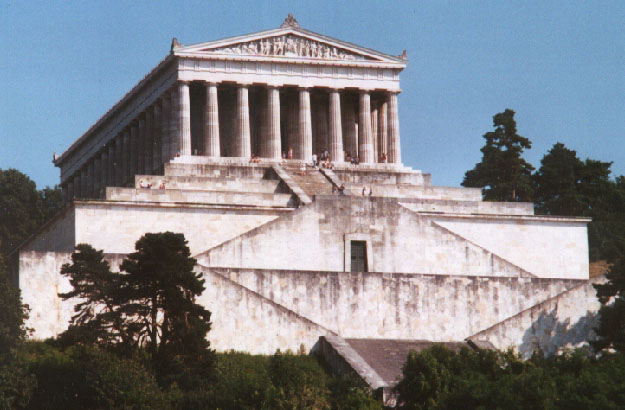
독일 레겐스부르크 근교의 발할라 신전
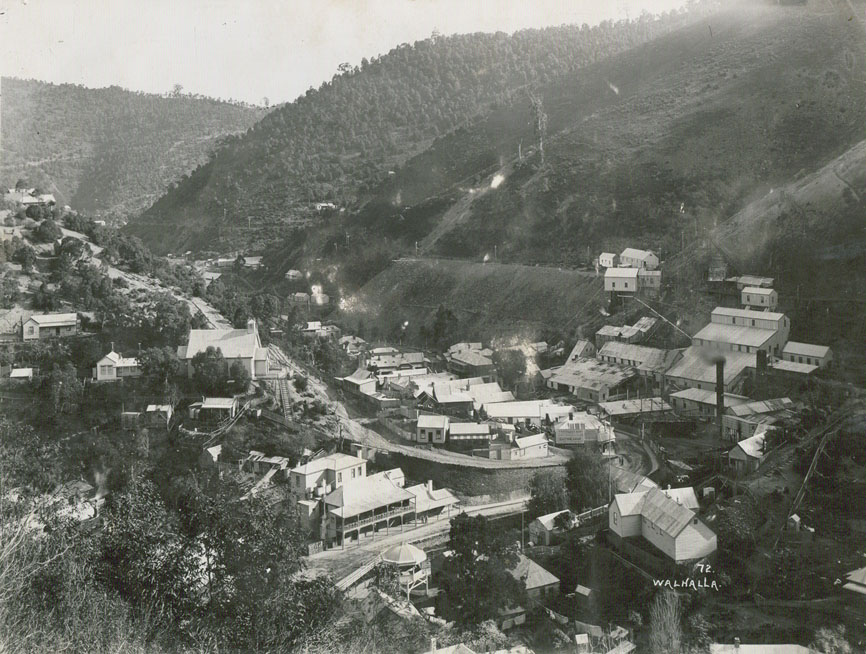
1910년 촬영된 오스트레일리아 왈할라 읍

## 아이러니
발홀은 명색이 천당이라면서 불교의 지옥인 등활지옥과 그 내용이 동일한데 같이 들어온 다른 사람들과 끝없이 싸운다는 공통점이 있다.

## 같이 보기
- 노르드 종교의 죽음관
- 헤이어로트
- 웁살라 신전

## 참고 자료
- Byock, Jesse (Trans.) (2006). The Prose Edda. Penguin Classics. ISBN 0-14-044755-5
- Faulkes, Anthony (Trans.) (1995). Edda. Everyman. ISBN 0-460-87616-3
- Finlay, Alison (2004). Fagrskinna, a Catalogue of the Kings of Norway: A Translation with Introduction and Notes. Brill Publishers. ISBN 90-04-13172-8
- Hollander, M. Lee (Trans.) (2007). Heimskringla: History of the Kings of Norway. University of Texas Press. ISBN 978-0-292-73061-8
- Larrington, Carolyne (Trans.) (1999). The Poetic Edda. Oxford World's Classics. ISBN 0-19-283946-2
- Orchard, Andy (1997). Dictionary of Norse Myth and Legend. Cassell. ISBN 0-304-34520-2
- Simek, Rudolf (2007) translated by Angela Hall. Dictionary of Northern Mythology. D.S. Brewer ISBN 0-85991-513-1
- Welch, Chris (2005). Led Zeppelin: Dazed and Confused: The Stories Behind Every Song. Thunder's Mouth Press. ISBN 978-1-56025-818-6